# Fotpunktskurva

Geometrisk konstruktion av fotpunkten X till normalen PX, genom fixpunkten P, till tangenten T genom punkten R på kurvan C.

En fotpunktskurva bildas av de vinkelräta projektionerna av en given fixpunkt på tangenterna till en given kurva. För den givna plana kurvan C och fixpunkten P (se figuren till höger) är fotpunktskurvan den kurva som bildas av (d.v.s. den geometriska orten för) alla punkter X (fotpunkter) sådana att den räta linjen PX är vinkelrät mot (normal till) en tangent T till kurvan som går genom X. Omvänt, låt R vara en punkt på kurvan C och T vara tangenten till C i punkten R: då finns det en (och endast en) normal till T som går genom P och den geometriska orten för (den resulterande kurvan av) alla skärningspunkterna X mellan alla sådana normaler och deras korresponderande tangenter utgör fotpunktskurvan för kurvan C med avseende på punkten P.

En fotpunktskurva till en cirkel. Den blå linjen är tangenten till den svarta cirkeln med radien 1, den gröna är normalen till tangenten genom fixpunkten (0,2) och fotpunktskurvan som genereras av linjernas skärningspunkt är markerad med rött. Genoma att ändra fixpunktens läge (i cirkelns fall speciellt avståndet till origo) får man olika kurvor. Fotpunktskurvor till cirklar kallas Pascals snäcka